# Triqueta
Die Triqueta, auch Triquetta oder Triquetra, deutsch Dreischenkel genannt, besteht aus drei verbundenen Kreisbögen. Der Name stammt aus dem Lateinischen und bedeutet dreieckig oder Knoten der Dreisamkeit oder einfach Dreieck.

## Aussehen
|  |  |  |

Dargestellt wird eine in Form eines gleichseitigen Dreiecks mit runden Bögen versehene geometrische Figur mit drei Ecken. In dieser Figur entstehen im Innern runde Dreiecke. Dieses Dreieck schließt auch die Aspekte mit ein, die der Zahl Drei nachgesagt werden. Optional ist es von einem Kreis belegt.
In Varianten, in denen sich die Bögen graphisch überlagern, handelt es sich um eine zweidimensionale Darstellung der Kleeblattschlinge. Durch einfache Umformungen der äußeren drei Schlaufen lässt sich die Form des Valknut herstellen.
Weitere graphische Ähnlichkeit besteht auch zu den folgenden Formen: Triskele und Borromäische Ringe.

## Herkunft

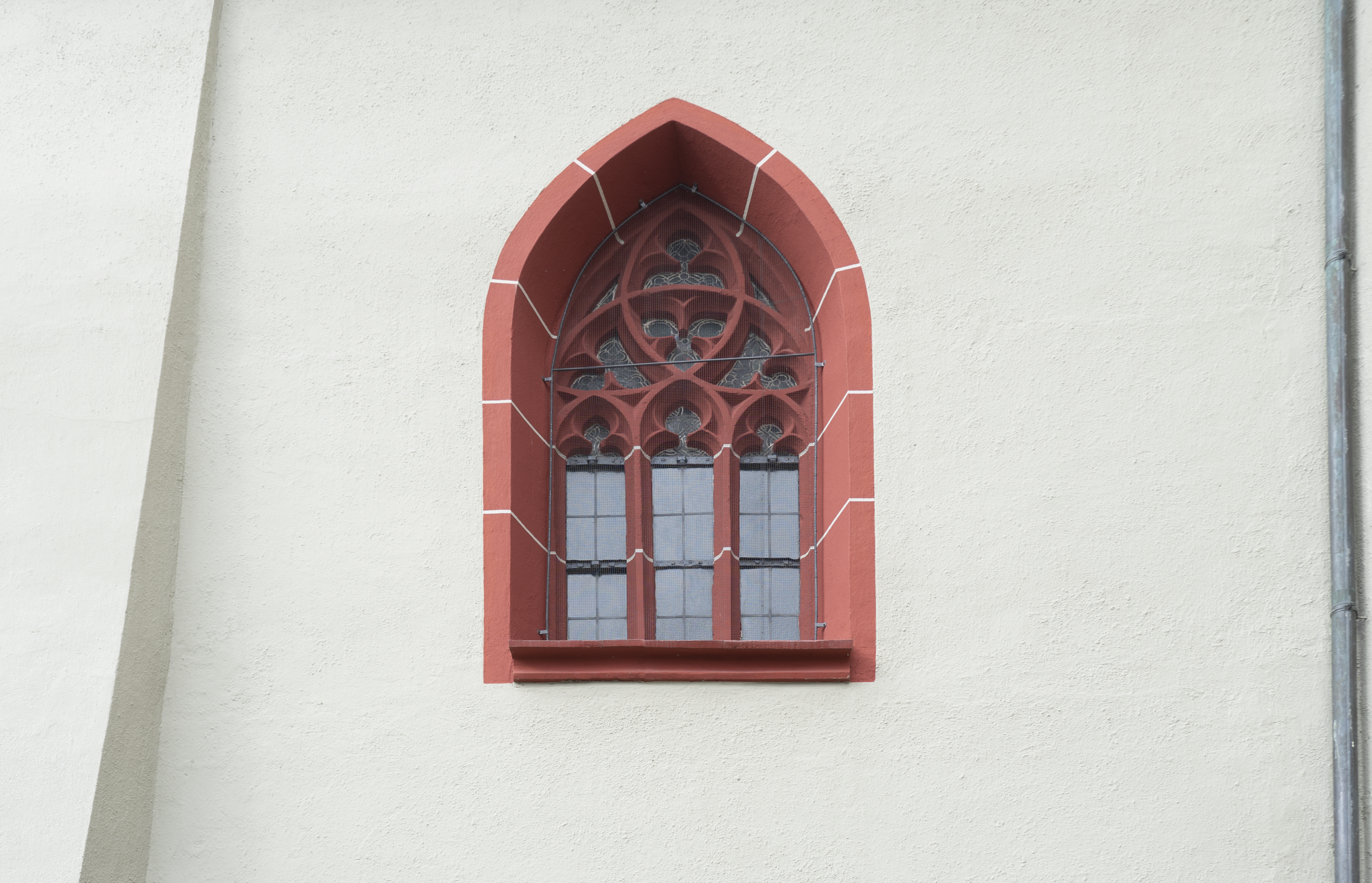
Triqueta in einem Fenster einer gotischen Kirche

Figur im Wappen von Hohberg als Symbol für die drei Ortsteile

Flagge von Kashiwazaki, Japan

Die Triqueta findet sich schon vor 5000 Jahren in der indianischen Kunst. Auf Grund der Nähe des keltischen und germanischen Kulturkreises ist eine Herkunft aus einem der beiden nicht klar herzuleiten. Von der keltischen Welt z. B. auf keltischen Kreuzen wandelt sich das weibliche Symbol zu einem männlichen Symbol im Christentum z. B. in der Gotik.

## Verwendung und Symbolik
- In der christlichen Ikonographie bedeutet die Triqueta die Dreifaltigkeit (oder Dreieinigkeit, Trinität, lat.: trinitas), also die Einheit aus Gott Vater, Gott Sohn und dem Heiligen Geist. Sie symbolisiert die Ewigkeit.
- Die Verzierung ist an romanischen Kirchen zu finden. Die Figur wird auch zum Maßwerk gerechnet.[3]

- Der norwegische König Harald Hardråde (König von 1047 bis 1066) verwendete es auf seinen Münzprägungen.
- Triquetas tauchen auf dem Runenkästchen von Auzon auf; diese werden in der Forschung sowohl heidnisch wie auch christlich interpretiert.
- Außerdem ist es das Symbol auf dem Buch der Schatten der Serie Charmed.
- Weiterhin nutzte John Paul Jones, Bassist von Led Zeppelin, die Triqueta als sein Zeichen.
- Im Wicca ist sie ein Symbol der Dreifaltigen Göttin (Jungfrau, Mutter, Alte Dame).
- In der Netflix-Serie Dark steht die Triqueta als Symbol für die Verflochtenheit der drei Zeitebenen und Welten, in denen die Geschichte spielt.
- Die Band P.O.D. verwendet das Symbol auf einigen CD-Covern.